# 패턴 (신발)

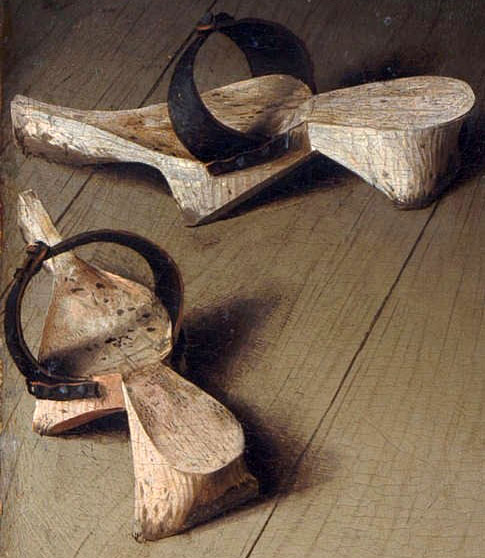
아르놀피니 부부의 초상에 나오는 패턴

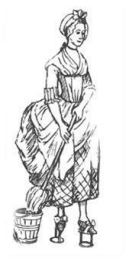
패턴을 신은 메이드를 그린 그림

패턴(Patten)은 중세 시대부터 20세기 초까지 유럽에서 신었던 보호 덧신이다. 패턴은 발을 바닥으로부터 높이 띄워서 먼지나 흙 등을 묻히지 않기 위해 신었다. 일반 신발 위에 걸쳐 신으며, 목재나 추재 그리고 금속으로 제작되었다. 가죽이나 천으로 발을 고정시켰다.

## 같이 보기
- 나막신